# Still Me Still Now
Still Me Still Now – drugi album szwedzkiej piosenkarki Amy Diamond. Został wydany w 2006 roku przez Bonnier Amigo Music Group.
Dwa dni przed wydaniem, płyta osiągnęła w Szwecji złoty status.

## Lista utworów
1. Big Guns
2. Don't Cry Your Heart Out
3. My Name Is Love
4. That's Life
5. All The Money In The World
6. Don't Lose Any Sleep Over You
7. Diamonds
8. Life's What You Make It
9. No Regrets
10. It Can Only Get Better[2]